# Ајуми Хамасаки
Ајуми Хамасаки (јап. 浜崎あゆみ; Фукуока, 2. октобар 1978) јапанска је певачица, текстописац, композитор, музички продуцент, глумица и модел. Најпродаванији је соло извођач у Јапану и Азији. Добитница је многобројних награда и остваривала је многобројне рекорде кроз целу њену каријеру. Она пише све своје текстове песама, продуцира своју музику, а понекад и компонује, што се види на њеним албумима I am..., RAINBOW, Memorial Address, MY STORY и (miss)understood. Постала је први извођач који је освојио Japan Record Awards (еквивалентно гремију) 3 пута узастопно. Освојила је за песме Dearest (2001), Voyage (2002) и No Way to Say (2003). Ајуми је 2003. године најавила да неће убудуће прихватати велике музичке награде. Такође је поменула да је осећала да добија исте награде сваке године, а тиме што је изгубила право да добија ове награде, дала је прилику новим певачима. Ова одлука донела је небројене разговоре и скандале.
У августу 2010. године њујоршки Daily News је спровео анкету за 20 најбогатијих певачица свих времена - на основу уговора и турнеја. Ајуми је једини азијски уметник на листи, стављајући је на 7. место, пошто је зарадила око 400 милиона долара.
Данас је једна од најпопуларнијих и комерцијално најуспешнијих поп певачица икада у Јапану. Надимак јој је Ају, а од стране њених обожавалаца Ајуми је названа „Царица попа” због њене популарности и великог утицаја у отаџбини и широм Азије.
Ајуми је продала више од 60 милиона носача звука и 46,5 милиона дигиталних синглова, чинећи је најпродаванијим соло извођачем у Јапану и једним од најпродаванијих извођача широм света.
Као соло извођач има неколико домаћих рекорда као што су највише синглова на првом месту топ листа (39); највише узастопних синглова на првом месту топ листа (26); највише продатих синглова у физичком формату (26 милиона); највише синглова на топ 10 листи (55); највише албума на топ 10 листи (53); највише продатих двд-јева (2,3 милиона); највише милионских продаја. Од 1999. до 2010, Ајуми је имала бар два сингла на врху топ листа сваке године и прва је која има 12 студијских албума на врху Oricon топ листа. Постала је први извођач који има албуме на првом месту топ листа за 13 узастопних година. Извођач је са највише ремикс албума на свету. До сада је издала 26, од којих су три на топ 10 листи најпродаванијих ремикс албума свих времена.
Издала је 18 студијских албума, 6 мини албума, 26 ремикс албума, 7 компилацијских албума и 58 синглова. Њен изглед и стил имали су велики утицај на јапанску моду, чак и на друге азијске земље. Сматра се да је једна од најлепших жена у Јапану.

## Живот и музичка каријера

### Детињство
Ајуми Хамасаки је рођена у Фукуоки 1978. Њен отац је оставио њу и њену мајку када је имала само три године. Једне ноћи, Ајуми се пробудила и видела њеног оца како пакује своје ствари. Када га је питала где иде, он је рекао да одлази на пословни пут. Након тога, Ајуми га никада више није видела. У једном интервјуу је изјавила да не зна како јој отац изгледа и како се зове, јер никада о њему није причала са мајком.
„Не знам име мог оца или како изгледа, али негде дубоко у себи, мислим да би било лепо да га видим једног дана пре него што умрем.”— Ayumi Hamasaki, in All-Night Nippon: Hamasaki Ayumi is not stupid!, December 1998
После одласка њеног оца, она и њена мајка се селе код баке. Њена мајка је радила већину времена, а тиме и одговорност и брига за младу Ајуми је пала на баку. Ајуми је касније рекла да је више осећала да јој је бака као мајка.
„Мама се није бринула о мени, нити њени родитељи. Није ме грдила кад сам грешила, није ме хвалила кад сам била добра, никад ништа није рекла. Пошто је моја мајка живела слободно, ја сам мислила да и ја могу тако. Зато нисам често ишла у школу. Једног дана, мој учитељ је назвао маму, рекавши: „Госпођица Хамасаки не долази у школу у последње време. Морате интервенисати”, а моја мајка је рекла: „Наравно, доћи ћу одмах.” Чекала сам је у канцеларији, али мало касније, она је назвала учитеља и рекла: „Не могу да дођем, имам проблема са стомаком. Жао ми је!”, и спустила слушалицу. Мој учитељ је рекао: „Не знам шта се дешава са твојом мајком, али се осећам лоше, ваш живот мора да је јако тежак!” И то што је рекао, стварно ме је узнемирило из неког разлога. „Како је могао то рећи?” Помислила сам: „Уопште не познаје моју мајку!” Али никада нисам била љута на мајку што је радила такве ствари. Суседи су стално причали о нама. Жене које су живеле поред зграде, као и остали родитељи у нашој стамбеној згради, говорили су својој деци да се не друже са мном. Такође су покушавали да ме натерају да променим школу неколико пута, али ме то никада није узнемиравало.”— Ayumi Hamasaki, in All-Night Nippon: Hamasaki Ayumi is not stupid!, December 1998
Када је имала седам година, почела је да ради као модел за локалне институције да би помогла породици. Са 14 година, преселила се у Токио и потписала уговор са агенцијом за таленте „SOS”. Радила је као модел за бројне часописе. Она је такође глумила у неколико филмова и ТВ серија. Међутим, њена каријера као модела није дуго трајала, јер је била сувише ниска да би била модел. Пребачена је из „SOS”-a у музичку агенцијy, „Sun Music”. Била је веома кратко у агенцији „Nippon Columbia” под именом AYUMI. Издала је један сингл и један мини албум, оба под именом Nothing from Nothing. Пошто је доживела неуспех, агенција јој је дала отказ. Незадовољна због посла као глумице и неуспеха као певачице, Ајуми је решила да одустане од тога и одлази код мајке (која се тада преселила у Токио).
Као средњошколка, Ајуми је у почетку била одличан ученик. Међутим, њен интерес полако слаби, а са тим и њене оцене. Ајуми је покушала да се врати у школу и уписује „Horikoshi Gakuen” средњу уметничку школу. Одустала је након прве године. Без посла, одлучује да је најбоље да време потроши у шопингу и клубу који је био у власништву Avex-a. Једне судбоносне ноћи 1997, Ајуми се упознаје са Макс Мацуром(њен будући продуцент). Након што је чуо Ајуми како пева караоке, Мацура јој је рекао да има леп глас, али да не зна добро да пева. Он је желео да је пошаље на часове певања и да након тога пређе у његову агенцију Avex Trax. Био јој је сумњив и одбила је његову понуду. Међутим, Мацура је био упоран и убедио је Ајуми да потпише уговор. Потом је послата у Њујорк на часове певања, на којима је она ретко присуствовала, пошто је имала проблем са ауторитетом. Никада није рекла Мацури да није посећивала часове и да је уместо тога ишла у куповину. Док је била у Њујорку дописивала се са Мацуром, показујући изванредан таленат за изражавање својих осећања.

### 1998–99: Музички почеци,A Song for xxиLoveppears
Коначно се вратила у Јапан да сними свој први сингл, „poker face”. До самог дана снимања, била је незадовољна текстовима. Мацура, сећајући се Ајуминих писама, предложио јој је да покуша да напише текстове.
„Увек су ми говорили: „Не можеш ништа да урадиш.” Али онда је Мацура рекао: „Можеш.” Занемаривала сам своје часове певања и плеса, и размишљала сам само да се забављам, али ми је он рекао: „Можеш. Можеш писати текстове и певати песме.” То је био први пут да сам упознала неког таквог. Раније нико ништа није тражио од мене или очекивао. Део мене је био поласкан, део мене је био уплашен, али нисам желела признати да то не могу.”— Ayumi Hamasaki, in All-Night Nippon: Hamasaki Ayumi is not stupid!, December 1998
Дан пре тог снимања, Ајумина бака се разболела и отишла у болницу. Ајуми је отишла у посету и рекла да ће поново доћи касније, и да сутра мора да сними свој први сингл. На дан снимања, добија факс да је њена бака умрла. Овај трагични догађај значајно је утицао на текстове у Ајуминим будућим песмама, који су били испуњени усамљеношћу, индивидуализмом, патњом и безнадежношћу.
„poker face” је објављен 8. априла 1998. Убрзо након тога, она је издала свој други сингл, „YOU”. Ниједан није био хит. Међутим, њени емотивни текстови одјекнули су код јапанске јавности и људи су почели да је примећују. Њен трећи сингл, „Trust”, успео је да буде на Oricon топ 10 листи. Одлучила је да напорно ради, тако да ако би доживела неуспех, само би себе кривила. Њен први истински пробој био је њен пети сингл „Depend on you”. Песма је коришћена у игрици „Thousand Arms”. Њена популарност је порасла и Јапанци су почели да се поистовећују са њеним текстовима.
Дана 1. јануара 1999. је објављен њен деби албум под називом A Song for xx.
Албум заузима прво место на дневној, недељној и месечној Oricon албум листи са продајом од 548.210 примерака у првој недељи. Укупно је продато 1.910.000 примерака. Био је на врху топ листе пет недеља, што је изванредан успех за дебитантски албум. Укупна продаја албума и синглова износила је 2.554.130. Због успеха албума, она добија награду Japan Gold Disc Award за новог извођача године и награду за поп албум године.
Године 1999, Ајуми је направила још један корак више експериментишући са различитим музичким стиловима, укључујући тренс, денс, баладе и оркестар. У фебруару 1999. године, издаје свој нови сингл „WHATEVER”, са две различите верзије песме и достиже 5. место на Oricon листи. У априлу 1999. године, издаје нови сингл „LOVE~Destiny~” који је заузео прво место на Oricon топ листи. 12. маја 1999. излази њен нови сингл „TO BE” и заузима четврто место на Oricon топ листи. Њен девети сингл „Boys & Girls” је изашао 14. јула 1999. Ово је њен први сингл који се продао у више од милион примерака и заузима прво место на Oricon топ листи. У августу 1999. сингл „A” објављен је у 10 различитих издања. Avex је дистрибуирао четири различита издања сингла тако што је мењао боје компакт диска у плаву, зелену, наранџасту и црвену. За сваку боју је било ограничено по 70.000 примерака. Након што се сингл продао у више од милион примерака у Јапану, Avex је дистрибуирао ограничено златно издање. Ово издање је било ограничено на 100.000 примерака. Међутим, након прве златне верзије продате преко своје границе, Avex је објавио други златни диск под називом Shining Gold CD на 150.000 примерака. Диск је био од правог злата. Остала издања су била грамофонске плоче. Сингл „A” је продат преко 1,6 милиона примерака и до данашњег дана је њен најпродаванији сингл у физичком формату. Сингл добија награду Japan Gold Disc Award за песму године. Oricon је објавио да је ово шести најпродаванији сингл од женског извођача у последњих 10 година.
Са другим албумом LOVEppears, практично је учврстила свој статус као "краљице јапанског попа". Албум је објављен 10. новембра 1999. У првој недељи је продато преко 1,2 милиона примерака и албум одмах достиже прво место на Oricon албум листама, где је остао на првом месту три узастопне недеље. Укупно је продато 2.680.000 примерака у Јапану и 3.190.000 примерака у свету. Продаја албума и синглова износила је 7.550.000. Албум је имао два диска. На првом су биле песме са албума, а на другом неколико нових ремикса и звучни и видео снимци, скенирани часописи и фотографије иза сцене. Музички, LOVEppears је денс албум и лирично се фокусира на теме љубави, фрустрације живота, усамљености и индивидуализма. Постоји очигледна промена у текстовима, иако текстови и даље показују њен недостатак самопоуздања и њених скривених емоција, али многи од њих су написани са становишта треће особе. Ајуми се први пут офарбала у плаво. Од тада, плава коса је постала њен заштитни знак, а такође је започела тренд међу многим јапанским тинејџерима који су је копирали. Омот албума на коме она позира у топлесу, подигао је велики број дебата. Упркос томе, LOVEppears је био још успешнији од првог албума и продат у 3 милиона примерака.
Албум је освојио награду Japan Gold Disc Award за поп албум године. Сингл „appears” је пуштен истог дана кад и албум и достигао је друго место на  листи.

### 2000–02:Duty,A best,I Am...иRainbow
У лето 2000. Ајуми је имала прву концертну турнеју, која је била велики успех. Касније је пуштена у продају на DVD, VHS и VCD у два одвојена издања. У априлу 2000. године, објављује „vogue”, први сингл у пројекту special release. „vogue”, „Far away” и „SEASONS” су пуштени један месец за другим на тржиште као трилогија. Синглови су били веома успешни, са фокусом емоција на безнађе, одраз Ајуминог разочарења на своју прошлост. „SEASONS” је њен други најпродаванији сингл у физичком формату и продат је у 1.368.400 примерака. Такође је освојио награду the Best Lyrics Prize.
У септембру 2000. године, Ајуми објављује њен трећи студијски албум Duty, који многи потврђују као њен најбољи студијски албум са песмама које одражавају осећања усамљености, конфузије и терета својих одговорности. Музички стил је био мрачнији, под утицајем рока. Албум заузима прво место на дневној, недељној и месечној Oricon албум листи са продајом од 1.682.760 примерака у првој недељи. Укупно је продато преко 2.985.000 примерака у Јапану и 3.520.000 примерака у свету. Duty постаје други најпродаванији албум године. На омоту албума Ајуми је позирала у леопард оделу са црном косом које је имало огроман утицај међу Јапанцима. Албум Duty је освојио награду за најбољи албум године и поп албум године, а сингл „SEASONS” за песму године. Промоцијски видео „SURREAL”, сингл „SURREAL” и двд Ayumi Hamasaki concert tour 2000 A Vol.2 су сви објављени истог дана. Сва ова издања успела су да достигну број 1, чинећи је првим извођачем који држи највишу позицију на све три листе. Затим је освојила још неколико музичких награда. Упркос свим овим успесима, Ајумина личност и даље је имала ниско самопоуздање. У то време схватила је да су је пратили многи тинејџери и да је постала њихов узор.
На крају 2000. године, Ајуми одржава свој први новогодишњи концерт у Yoyogi National Gymnasium. То је традиција коју од тада одржава сваке године.
Дана 14. марта 2001, Ајуми осваја награду Japan Gold Disc Award за извођача године.
Године 2001, Avex је одлучио да изда њен best of албум. Ајуми није била задовољна овом одлуком, јер је хтела да њен best of албум буде на начин на који она жели и мислила је да је прерано за то. Hије била спремна као извођач да изда best of албум, а била је присиљена да га изда што пре. Ипак, рад на best of албуму је почео. Нерадо бира песме. Тада поново снима три нумере. У то време, два најуспешнија певача у јапанској поп музици су Ајуми Хамасаки и Хикару Утада. Хикару је имала масовно успешан деби албум First Love, и требало је да изда њен други албум Distance. Avex стратешки избацује Ајумин best of албум у истој недељи кад излази и Хикарин албум. Као резултат тога, медији су извештавали о жестоком ривалству између две младе звезде. Ајуми и Хикару су демантовале ове тврдње и изјавиле да је ривалство произведено од стране њихових издавачких кућа. Албум се жестоко промовисао и Ајуми се појавила на насловним страницама бројних часописа. Улице су се претвориле у тугу са билбордима и сликама на којима је позирала са сузом на њеном лицу која је симболизовала њен протест што је натерана да изда албум.

„Морала сам. Али сам била јако шокирана. Мислила сам да се шале.”

—Ајуми одговара на питање да ли је желела да изда албум, 2004.
Албум A BEST је објављен 28. марта 2001. У првој недељи, Хикарин албум је био први на Oricon топ листи. У другој недељи, прву позицију је заузео Ајумин албум. На крају, оба албума су били велики успеси. A BEST је укупно продат у 4.301.353 копија (постаје Ајумин најпродаванији албум и на 6. месту најпродаванијих албума у јапанској историји музике), а Distance је продат у 4.469.135 копија (што га чини 4. најпродаванијим албумом у јапанској историји музике). Хикару и Ајуми су држале рекорд за најбрже продаване албуме свих времена на једној територији, са продатих 3 милиона примерака у првој недељи, а само првог дана оба албума су продата у преко 1,6 милиона примерака. Рекорд је оборио Аделин студијски албум 25 у 2015. години, са продатих 3,4 милиона примерака. A BEST осваја награду Japan Gold Disc Award за поп албум године. Зарада од албума A BEST је достигла више од 12 милијарди јена(приближно 106.124.280 америчких долара) до краја године, што је у великој мери утицало на цене акција компаније.
До 2012, продат је у више од 7 милиона примерака у свету, а у Јапану 5.330.000 примерака.
Да би промовисала албуме Duty и A BEST, Ајуми креће на турнеју која се звала DOME TOUR. Концерти су били на 4 највећа стадиона у Јапану. Прва два су била у Фукуоки, затим у Осаки, Нагоји и Токију и постаје један од малобројних уметника који су успели да попуне сва места. Истовремено, она се истрошила физички и ментално. Ајуми је морала да прекида пробе за турнеју због проблема са њеним слухом у левом уху. Због тога, одређене песме су морале бити избачене са турнеје због високих нивоа фреквенције. Упркос томе, она није одлагала пробе и концерте. Била је неколико пута хоспитализована на консултације и лекар је потврдио да ће ако овако настави, трајно изгубити слух. Током проба, Ајуми се разболела због проблема са слухом и није могла завршити наступе. Због тога, пробе су морале бити убрзане. 6. јула 2001. године, док су фанови чекали у реду за њен први концерт, организатори турнеје затражили су од фанова да чекају дуже због Ајумине хоспитализације, јер је током пробе повредила ногу. Хтели су да откажу концерт због њене повреде, али она није желела да изневери своје фанове и рекла да се концерт мора одржати без обзира на све. Када се вратила из болнице, до бине је одведена инвалидским колицима. Турнеја је била велики комерцијални успех. Кад се турнеја завршила, скоро потпуно је изгубила слух у левом уху.
Иако је Avex постигао успех са албумом A BEST, Ајуми није била сигурна да ли жели да остане у Avex-у. На крају, одлучила је да остане и преузела је већу контролу над њеном каријером. Њени успеси су је полако водили до тога да изгради самоувереност и контролу над њеном каријером. Откривала је своју страст у музици и постала је снажнија у Avex-у због великих продаја које је имала. Она је преузела креативни процес своје музике и од типичног идола постала је дива. Убрзо, Ајуми више није била обичан певач, већ неко ко може да одлучи у ком смеру њена музика иде. Ништа није пуштено без њеног одобрења, чак ни врста фонта. И само зато што је била тако снажна, Avex више није могао да је контролише колико је желео.
Пре изласка A BEST, Ајуми објављује сингл „М” у децембру 2000. године који је њен први сингл после изласка албума Duty, као и прекретница у њеној каријери. Ово је прва песма чију музику је она компоновала и то под именом CREA. Заузео је прво место на Oricon топ листи продајом од 541.350 примерака у првој недељи. Сингл је продат у 1.320.000 примерака. Постаје други најпродаванији сингл године и добија награду Japan Gold Disc Award за песму године. Од тада, скоро сваки сингл који је објавила је достигао прво место на  топ листама. Након контроверзија са A BEST, преузела је контролу над својом каријером и запретила да ће напустити Avex ако је не буду третирали као људско биће.
„evolution” је Ајумин двадесети сингл и изашао је у продају 31. јануара 2001. Сингл је остварио успех са преко милион продатих примерака. Заузео је прво место на Oricon листама. Објављен је и као двд сингл, винил и VHS, неколико месеци касније.
Дана 7. марта 2001. објављује сингл „NEVER EVER”. Ово је њен трећи сингл у низу чију музику је она компоновала. Сингл је продат у преко 757.000 примерака и заузима прво место на Oricon топ листама. Средином октобра 2007, трећа песма на овом синглу „SEASONS (H-H Remix)”, шест и по година након објављивања, појављује се као трећа највише преузимана песма у Јапану.
Дана 2. маја 2001, Ајуми осваја Светску музичку награду за најпродаванијег азијског извођача и најбољег јапанског поп/рок извођача.
Следећи сингл „Endless sorrow” објављује 16. маја 2001. И за овај сингл је потписана као композитор. Док оригиналну сингл верзију карактеришу жице, клавир и рок елементи, албумска верзија има мирнији софт-рок оријентисани звук. Сингл је продат у 768.510 примерака и заузима прво место на Oricon топ листама.
Дана 27. септембра 2001, објављује 24. сингл и једну од њених најлегендарнијих песама, „Dearest”. Сингл је био огроман хит, продајом од укупно 750.420 примерака и заузео је прво место на  листама. Освојио је награду Japan Cable Radio Awards и Japan Record Awards. Такође је коришћен као одјавна шпица популарне аниме серије InuYasha. Међутим, текст и спот су били директни приказ Ајуминих осећања према начину како је била третирана током контроверзије са A BEST албумом.
У децембру 2001. године, заједно са другим популарним певачима учествује на хуманитарном концерту како би се прикупио новац за жртве напада на Светски трговински центар 11. септембра, 2001. Ајуми сарађује са Keiko на синглу „a song is born” за пројекат за прикупљање новца за добротворне сврхе. Сингл је достигао број #1 на Oricon листама.
Дана 1. јануара 2002. године, објављује свој четврти студијски албум I am.... Скоро сваку песму је она компоновала, под именом CREA. Албум је имао другачији фото и лирски концепт у почетку, али после напада на Светски трговински центар, Ајуми је албум фокусирала на питања као што су вера и мир у свету. Музички, I am... је рок албум који садржи елементе џеј-попа, електронске музике и инструментализације на акустични начин. Заузео је прво место на дневној, недељној и месечној Oricon албум листи са продајом од 1.751.360 примерака у првој недељи. Албум се продао у 3.130.000 примерака у свету. Укупна продаја албума и синглова износила је 8.889.890. I am... је постао први јапански албум који је сертификован на Тајвану. Сертификован је као 3х Платинум + Голд. Био је и најпродаванији јапански албум те године. У Хонгконгу има платинасту сертификацију и био је један од најпродаванијих албума те године. Албум укључује и песму „Connected”, коју је снимила у сарадњи са европским тренс продуцентом Фери Корстеном. Ова песма је била Ајумин први сингл који је објављен у Европи. I am... постаје други најпродаванији албум године и осваја награду Japan Gold Disc Award за поп албум године.
„У почетку сам тражила себе у својој музици. Моја музика је била за мене. Нисам имала менталну собу да будем свесна слушалаца. Писала сам да се спасим. Нисам разумела шта је то писати песме. Али с временом сам почела да увиђам многе ствари, свој утицај и одговорност коју сам добила.”— Ayumi Hamasaki, in The new lyrical directions in I Am...
Дана 29. маја 2002. године, Ајуми осваја награду Japan Gold Disc Award за извођача године.
„Free & Easy” је Ајумин 26. сингл по реду и објављен је 24. априла 2002. Сингл је објављен заједно са фото књигом Hamasaki Republic. Са албумом RAINBOW, Ајуми је преузела креативан искорак, додајући енглеске речи и продуцирајући већину њених песама под именом CREA. Сингл „Free & Easy” је продуциран од стране ње и DAI-а. Текстови говоре о самопоштовању и слободи. Ајуми је објаснила:
„У „Free & Easy” написала сам шта тренутно осећам. Другим речима, желим да будем особа која живи преузимањем одговорности за моју сопствену слободу и желим да будем особа за коју су ове речи савршено примењиве.”
Песма почиње са источном флаутом, а Ајуми пева стихове лаганим и ваздушним вокалом. Како песма напредује, она почиње да пева са агресивним тоновима праћене мелодијом. На почетку можете препознати и одређену сличност између наслова „No Amen” из „The Messenger- Story of Joan of Arc”.
Дана 24. јула 2002. је пуштен у продају сингл „H” у 5 варијанти: белој, розе, плавој и зеленој боји, и поново издато ограничено издање које је изашло 7. новембра 2002. са 4 омота и златним диском. Продато је 1.012.544 примерака и постаје најпродаванији сингл године и једини који се продао у преко милион примерака. Сингл „H” добија награду Japan Gold Disc Award за песму године. Исту награду добијају још два њена сингла, „Free & Easy” и „Voyage”.

„Voyage” је Ајумин 28. сингл који је изашао у продају 26. септембра 2002. Дебитовао је на првом месту Oricon недељне листе са више од 319.020 примерака продатих у првој седмици и остао је на врху још три недеље. Укупно је остао 28 недеља на листи и тако постао њен најдужи сингл на топ листама. Сингл је продат у 679.463 примерака и постаје девети најпродаванији сингл те године. Освојио је награду Japan Record Awards(највиша могућа награда у Јапану).
Дана 18. децембра 2002. објављује свој пети студијски албум RAINBOW. У првој недељи је продато 1.016.482 примерака и заузима прво место на дневној, недељној и месечној Oricon албум листи. Ово је Ајумин пети албум који је продат у преко милион примерака у првој недељи продаје. Албум је продат у 1.920.000 примерака у Јапану и 2.440.000 примерака у свету. Двд верзија албума објављена је 9. јула 2003. Укупна продаја албума и синглова износила је 4.676.434. RAINBOW је био један од најпродаванијих албума 2003. године у Хонгконгу. На Тајвану је продато 150.000 примерака. RAINBOW је поп рок албум са елементима трип хопа и електронске музике. Рана издања албума укључивала су број шифре и url адресу која је омогућила корисницима да посете ексклузивну веб страницу која је промовисала албум и где је могло да се послуша 40 секунди демо њене недовршене песме „RAINBOW”. Током своје промоције, Avex и Ајуми су добили више од 100.000 порука од обожавалаца, говорећи им своје мишљење о недовршеном демо снимку и предлоге за текст песме. Ајуми је рекла да она никада пре није писала текстове песама који су били засновани на порукама директно од својих фанова.

Заиста сам желела да чујем (прочитам) све поруке које су послате (и текстове и теме), јер ако се 100.000 људи скупи, видеће ствари на 100.000 различитих начина. Неке од порука које сам примила су биле јако тужне, док су друге дочарале срећне слике и боје, али сам помислила да би професионални писац урадио бољи посао везујући ове речи појединачно, него ја. Зато сам прочитала све поруке и онда написала текстове на основу онога што сам осетила после.

—Ајуми прича о песми „Rainbow”.
Песма „RAINBOW” се нашла на компилацијском албуму A BALLADS. Албум RAINBOW постаје други најпродаванији албум године и осваја награду Japan Gold Disc Award за рок/поп албум године.

### 2003–06:A ballads,Memorial address,My Story,(Miss)understoodиSecret
Дана 12. марта 2003. издаје њен други компилацијски албум A BALLADS. Албум осваја награду Japan Gold Disc Award за рок/поп албум године. Компилација је састављена од синглова балада објављених између 1998. и 2003. Ајуми је на албуму компоновала и продуцирала 6 нумера, под њеним другим именом CREA. Албум се састоји од четрнаест нумера, укључујући две нове песме - „RAINBOW“ и cover за песму „卒業写真“(Sotsugyō Shashin) јапанског певача Јуми Мацутоја из 1975. Седам нумера на албуму - Appears“, „YOU“, „TO BE“, „М“, „SEASONS“, „A Song for xx“ и „Who...“ - садрже нове аранжмане и композиције, док песме „Key“, „HANABI“, „Dearest“, „Dolls“ и „Voyage“ су укључене као оригиналне верзије. Албум је завршио на првом месту Oricon топ листе. Продато је 1.330.000 примерака.
У августу 2003. године, Ајуми издаје свој 30. сингл „forgiveness”. Јубилеј обележава посебним концертом под називом A museum ~ 30th single collection live ~ који је одржан у Yoyogi National Gymnasium.
Дана 12. октобра 2003. године, осваја Светску музичку награду за најбољег јапанског поп/рок извођача.
У децембру 2003. године издаје мини албум Memorial address у три издања: цд, цд + двд и дигитално издање. То је њен први албум који је пуштен и као цд + двд. Тако је Ајуми постала "креатор" цд + двд издања. Албум је заузео прво место на дневној, недељној и месечној Oricon албум листи. Продато је 1.115.000 примерака у Јапану и 1.410.000 примерака у свету. Тиме је постао најпродаванији мини албум женског извођача на свету и једини мини албум женског извођача да је продат у преко милион примерака. Укупна продаја албума и синглова износила је 2.246.949. Албум осваја награду Japan Gold Disc Award за рок/поп албум године. Memorial address је био најпродаванији албум у Хонгконгу за 2004. годину.
Дана 14. априла 2004. године, Ајуми осваја награду Japan Gold Disc Award за извођача године.
Чак и након контроверза са A BEST албумом, Ајуми је и даље осећала да је третирају као производ, а не као особу. Рекла је да су последња два студијска албума пребрзо изашла у продају. То је било време кад је почео постепен пад продаје њених албума због повећања пиратерије у Јапану. Тај осећај незадовољства покренуо је Ајуми да почне да ради на њеном шестом студијском албуму, MY STORY. На том албуму је писала слободно и искрено, углавном аутобиографске текстове о њеним емоцијама и трајању њене каријере. Музика одражава слободну тему текстова. Приметни рок тонови изразили су Ајумину љубав према рок музици. Задовољна звуком, изјавила је да је MY STORY њен први албум у каријери са којим се осећала заиста задовољно. Албум је објављен 15. децембра 2004. у два издања: цд и цд + двд. Прво издање је имало четири различита омота албума. Током концертне турнеје, MY STORY је поново објављен у још два формата: САЦД и двд аудио. У првој недељи је продато 574.321 копија и албум заузима прво место на дневној, недељној и месечној Oricon албум листи. Албум је продат у 1.200.000 примерака у Јапану и 1.420.000 примерака у свету. Укупна продаја албума и синглова износила је 2.361.196. Албум осваја награду Musicnet Awards за најбољи албум. MY STORY је био најпродаванији јапански/корејски албум у Хонгконгу. Да би се промовисао албум, Ајуми је започела турнеју под називом ARENA TOUR 2005 A ~ MY STORY ~. То је њена прва турнеја да се зове као и албум. MY STORY је њен једини албум који има и класичну верзију. MY STORY Classical је објављен 24. марта 2005. Већина нумера су снимљене са Lamoureux Orchestra of France, којем је дириговао Јутака Садо. Албум је дебитовао на четвртом месту Oricon топ листе и сертификован је златним тиражом.
Након објављивања MY STORY, Ајуми објављује још 4 сингла: „STEP you/Is this LOVE?”, „fairyland”, „HEAVEN” и „Bold & Delicious/Pride”. Спот за песму „fairyland” постаје најскупљи јапански музички спот, док спот за песму „my name's WOMEN” постаје други најскупљи јапански музички спот икада снимљен.
Дана 31. августа 2005, Ајуми осваја Светску музичку награду за најпродаванијег соло и женског јапанског извођача.
Дана 14. септембра 2005, објављује сингл „HEAVEN”. Коришћен је као тематска песма за филм „Shinobi: Heart Under Blade” и добија награду Musicnet Awards за најбољи сингл. Продат је у преко 327.000 примерака у Јапану и преузет преко 1.580.000 пута.
„Bold & Delicious/Pride” постаје Ајумин 25. сингл који је заузео прво место на топ листама, и заједно са Matsuda Seiko постаје женски извођач са највише синглова који су завршили на првом месту топ листа.
Дана 1. јануара 2006. објављује свој седми студијски албум (miss)understood у два издања: цд и цд + двд. Албум добија награду Musicnet Awards за најбољи албум и Japan Gold Disc Award за рок/поп албум године. Звук овог албума се разликује од свих претходних албума. То је због тога што су неке од нумера обраде песама које је компоновао Роберто "Гео" Росан за албум Sweetbox. Ајуми се допао звук и тражила је дозволу да обради неке од песама. Албум има различите музичке стилове, укључујући рок, денс поп и фанк. Продајом 650.000 примерака првог дана по изласку албума, пласирао је овај албум не само на прво место Oricon топ листе, него и на прво место светске топ листе. Према RIAJ-у, албум се продао у 1.030.000 примерака у Јапану и 1.140.000 примерака у свету. Укупна продаја албума и синглова износила је 2.261.690. (miss)understood је заузео прво место на Тајвану и продат је у преко 100.000 примерака. Био је најпродаванији албум у Хонгконгу.
Дана 8. марта 2006. године, објављује сингл „”. Сингл је постао њен 26. сингл који је заузео прво место на топ листама, и тиме обара рекорд Matsuda Seiko за највише синглова на првом месту топ листа од женских извођача.
Ајумин осми студијски албум Secret, објављен је 29. новембра 2006. у два издања: цд и цд + двд. Ајуми је у интервјуу изјавила да је разлог за именовање албума Secret био тај да је албум буквално био тајна. Како каже:
„Али то није тајна у смислу „Открићу нешто што ниси знао!” Уместо тога, могло би бити у вези "мене" у мом свакодневном животу, или би могло бити о теби... Сви чувамо тајне. На овој планети нема ни једне особе која нема барем једну тајну, нити постоји особа која може другима да говори све о себи. Чак и када покушате да разумете друге (или да имате међусобно разумевање), увек постојиш "ти", о коме само ти знаш. Имам аспекте које познају само одређени људи и аспекте о којима сви знају. То је оно што ја зовем тајна. У том смислу, постоје тајне које су укључене у овај албум.”
У почетку је требало да буде мини албум, али Ајуми се предомислила и написала још пет песама.
„Овај албум је у почетку требало да буде мини албум, али смо га брзо променили у цео албум. Једног дана сам толико тога желела да кажем и била сам преплављена и помислила сам да ако нисам у стању да ово избацим из мог система у песму... Тако да сам за један дан написала три песме, затим две песме другог дана. Написала сам песме у стварно брзом темпу.”— Ayumi Hamasaki, in Vivi Magazine, January 2007
Заузео је прво место на дневној, недељној и месечној Oricon албум листи, али није успео да се прода у више од милион примерака. Продато је 900.000 примерака у Јапану. Међутим, албум је био огроман успех широм Азије, продајом од укупно 2 милиона примерака. Заузео је прво место на топ листама у Сингапуру, Хонгконгу, Кини и на Тајвану. Албум осваја награду Japan Gold Disc Award за рок/поп албум године.
Песма „Secret” коришћена је као тематска песма за хонгконшки филм „Confession of Pain”.

### 2007–08: Компилацијски албуми,Guiltyи десетогодишњица
Дана 28. фебруара 2007. објављује два компилацијска албума, A BEST 2 -BLACK- и A BEST 2 -WHITE-. Оба албума су била у два издања: цд и цд + 2двд. A BEST 2 -BLACK- је заузео прво место на  листама, а A BEST 2 -WHITE- је заузео друго место, и постаје први женски извођач за 36 година да заузме и прву и другу позицију на Oricon албум листама. Према Avex-у, A BEST 2 се продао у преко 2 милиона примерака. Албуми освајају награду Musicnet Awards за најбољи албум.
Са успешним албумом Secret и два компилацијска албума у азијским земљама изван Јапана, Ајуми је одлучила да започне азијску турнеју. Фанови су били јако узбуђени овом објавом. Улазнице за концерт у Таипеију, Хонгконгу и Шангају распродате су за мање од 3 сата.
У јулу 2007. године, након више од годину дана избацује нови сингл, „glitter/fated”. Поводом овог сингла је снимила кратак филм у Хонгконгу.
Дана 13. јула 2007. године, објавила је да је раскинула 7 година дугу везу са својим колегом Томојом Нагасе.
У септембру, Ајуми објављује сингл „talkin' 2 myself”, у којем је изразила своје унутрашње филозофске мисли о свом животу у том тренутку. Овај сингл је наставио Ајумин низ од броја синглова на првом месту топ листа. Сингл осваја награду Musicnet Awards за најбољи сингл. На краја године, њена блиска пријатељица из детињства је извршила самоубиство и посветила јој је песму „”.
У децембру 2007. године, објављује свој први дигитални сингл, „Together When...”. Сингл је преузет 3,3 милиона пута и постаје њен најпродаванији дигитални сингл.
Дана 1. јануара 2008. године, објављује свој девети студијски албум GUILTY у неколико издања: цд, цд + двд и дигитално издање. Албум је приметно мрачнији и више рок, испуњен кајањем, кривицом и усамљеношћу. GUILTY је рок албум са бројним музичким елементима као што су рок, хеви метал, електронска музика и поп баладе. Албум GUILTY је дебитовао на првом месту дневне Oricon албум листе, остајући тамо целу недељу. Међутим, због годишњег правилника Oricon-a за педесет једну седмицу, албум је доспео на листу у другој недељи јануара, а не првој. Као резултат тога, GUILTY је дебитовао на другом месту недељне Oricon албум листе, са 432.000 продатих копија у прве две недеље. Продато је 610.000 примерака у Јапану и 710.000 примерака у Азији.
Дана 8. јануара 2008. Ајуми је изјавила да болује од тинитуса и Менијерове болести, која је изазвала потпуну глувоћу у њеном левом уху. Упркос томе, изјавила је да жели да настави са певањем и да не одустаје од каријере пре свега због својих фанова.
Да би започео прославу десетогодишњице откако је Ајуми на музичкој сцени, Avex избацује сингл „Mirrorcle World” 8. априла 2008. тачно 10 година од њеног првог сингла „poker face”. Сингл је заузео прво место на Oricon листама, чинећи Ајуми јединим соло извођачем да има сваке године сингл на првом месту топ листа за 10 узастопних година. Спот за „Mirrorcle World” рађен је у Паризу.
Ајуми је затим кренула на другу азијску турнеју под називом ASIA TOUR 2008 ~ 10th Anniversary ~, да би промовисала албум GUILTY. Концерт је снимљен на двд у Таипеију.
Дана 10. септембра 2008, објављује компилацијски албум A COMPLETE ~ ALL SINGLES ~ на којем се налазе сви њени синглови. Прво издање албума ишло је са посебном кутијом и албумом са 48 страница који укључује претходно необјављене алтернативне омоте свих синглова. Албум је објављен у 3 верзије: 3цд, 3цд + двд и дигитално издање. Тајванско, хонгконшко, кинеско и малезијско издање је имало кинеску верзију песме "Who...". У првој недељи је продато 538.876 примерака и албум заузима прво место на дневној, недељној и месечној Oricon албум листи. До данас је продато 1.120.000 примерака у Јапану, а у свету преко 2 милиона примерака. Албум је постао 8. најпродаванији албум у Јапану за 2008. годину, а у Кини и на Тајвану је постао најпродаванији албум јапанског извођача за 2008. годину. Албум осваја награду Japan Gold Disc Award за рок/поп албум године.
У децембру 2008. године, објављује сингл „Days/GREEN”. Сингл заузима прво место на Oricon топ листи.
Као завршницу десетогодишњице прославе, одржава новогодишњи концерт, овај пут под називом PREMIUM COUNTDOWN LIVE 2008-2009 А изводећи многе од њених старих хитова.

### 2009—11:Next Level,Rock 'n' Roll Circus,Love songsиFive
У фебруару 2009. године, објављује сингл „Rule/Sparkle”. „Rule” је коришћен за филм „Dragon Ball Evolution”. Сингл је завршио на првом месту топ листа. Акира Торијама, манга уметник и креатор серије Змајева кугла, нацртао је илустрацију Ајуми Хамасаки, која се појавила на првом издању сингла. Акира је рекао: „У ствари, ја нисам баш добар у карикатури и у неком тренутку сам зажалио што сам преузео овај посао. Хамасаки-сан има много фанова и надам се да се не љуте што им слика не личи на њу!”
Дана 25. марта 2009. издаје свој десети студијски албум NEXT LEVEL. Заузео је прво место на Oricon листама. Продато је 420.000 примерака у Јапану. Овај пут, њен стил је више електронски. NEXT LEVEL је електронски албум са бројним музичким елементима као што су џеј-поп, рок, денс поп и традиционална азијска музика. Албум је био у неколико издања: цд, цд + двд, 2цд + двд и као USB са 2 гигабајта меморије. Спотови за песме „NEXT LEVEL” и „Curtain Call” су рађени у Лос Анђелесу. Да би промовисала албум NEXT LEVEL, Ајуми одржава турнеју под називом ARENA TOUR 2009 А ~ NEXT LEVEL ~. Турнеја је оборила рекорд посећености са преко 400.000 фанова широм Јапана. Ово је њена прва турнеја коју је објавила и у 3D блу-реј формату. Добила је награду од међународног 3D друштва.
У лето 2009. године, објављује њен 46. сингл, „Sunrise/Sunset ~ LOVE is ALL ~”. Постаје њен 44. сингл на топ 10 Oricon листама, што је чини извођачем са највише синглова на топ 10 Oricon листама икада у јапанској поп музици. Затим у децембру, објављује 47. сингл „”. Сингл заузима прво место на Oricon листама. Песма „You were...” изабрана је да буде тематска песма за Дизнијев филм „Tinker Bell and the Lost Treasure” на јапанском језику.
Дана 14. априла 2010, објављује свој једанаести студијски албум Rock 'n' Roll Circus у неколико издања: цд, цд + двд и ограничена сет кутија. Албум је сниман у Лондону. Спотови су исто рађени у Лондону.
„Разлог због којег сам овога пута изабрала снимање у Лондону, био је тај што сам желела да направим албум у затвореном окружењу, некако као место где сунчева светлост не допире. Песме су овог пута као ја. Нису либералне и отворене. Песме које сам одувек снимала често деле исте ставове и идеје као слушалац, али овог пута више су попут крика и молитви. Са овим сам се вероватно приближила каква сам била изнутра када сам први пут дебитовала. Оно што ја радим у Америци одувек је било либерално и отворено, па сам зато овога пута изабрала Лондон.”
Rock 'n' Roll Circus је рок албум са бројним музичким елементима као што су електро поп, џеј-поп, рок, денс и поп баладе. Албум је дебитовао на врху дневне и недељне Oricon албум листе са око 205.000 продатих копија у првој недељи и тако постао најпродаванији албум женског извођача за прву недељу продаје у тој години. Rock 'n' Roll Circus је достигао 73. место у Јужној Кореји и прво место на Тајвану. Заузевши прво место на Oricon листама, Ајуми је постала први женски извођач у 20 година да има 10 студијских албума на првом месту топ листа. На J-Station Music Awards, Ајуми осваја награду за најбољег женског извођача, албум осваја награду за најбољи поп албум, спот за песму „Microphone” осваја награду за најбољи музички спот, спот за песму „blossom” осваја награду за најбољу мини-драму, a песма „Dream On” осваја награду за најбољу сарадњу.
Дана 14. јула 2010. издаје свој 48. сингл „MOON/blossom”. Сингл заузима прво место на Оricon листама. 49. сингл „crossroad” је пуштен 22. септембра 2010. године, а 50. сингл „L”, објављен је недељу дана касније, 29. септембра. И они завршавају на првом месту Oricon топ листа.
Њен дванаести студијски албум Love songs, објављен је крајем децембра. Овај албум је стилски повратак на естетику њених албума пре Secret. Love songs садржи поп песме са текстовима који се првенствено врте око љубави, а многе од њих су баладе. Албум је дебитовао на врху дневне и недељне Oricon албум листе са преко 180.000 продатих копија у првој недељи. Био је у неколико издања: цд, цд + двд и ограничено издање са двд-јем, usb-ом, microSD-ом и фото албумом. Прво цд + двд издање долазило је са слипкејсом и посебном серијском картицом која омогућава приступ ексклузивном дигиталном садржају за мобилне телефоне, док је прво цд издање имало само серијски број картице. USB садржи песме у .wav формату, као и у .aiff формату.
Ајуми и председник Avex-а Макс Мацура потврдили су преко твитера да се ради на албуму ayu-mi-x 7 presents ayu Trance 4. Албум је објављен 30. марта 2011. и још три ремикс албума су објављена истог дана. Сви албуми су састављени на специјалном издању ayu-mi-x 7 -LIMITED COMPLETE BOX SET-, такође објављени 30. марта. Ајуми постаје први извођач који има 4 албума на Oricon топ 10 листи.
Дана 1. јануара 2011. године, Ајуми открива на њеном TeamAyu блогу да се удаје за аустријског модела и глумца Мануела Шварца, којег је упознала на снимању спота „Virgin Road”. 2. јануара је објавила да су се званично венчали у непознатој капели у Лас Вегасу.
Ајуми објављује њену турнеју Rock'n'Roll Circus Tour Final: 7days Special 20. априла 2011. на двд и блу-реј. Истог дана објављује и A 50 Singles: Live Selection. Првобитно је требало да буде пуштено у продају 30. марта, али је одложено до 20. априла због земљотреса и цунамија у Тохокуу. Rock'n'Roll Circus Tour Final: 7days Special је заузео прво место на Oricon двд недељној топ листи, а A 50 Singles: Live Selection друго место, чинећи је првим извођачем који је заузео и прву и другу позицију на Oricon двд топ листи. Продаја ова два двд-ја учинила ју је извођачем са највише продатих двд-јева у Јапану, са 2.313.000 продатих копија.
Након изласка албума Love songs, креће на турнеју под називом ARENA TOUR 2011 A ~ HOTEL Love songs ~ како би промовисала свој албум, али због разорног земљотреса осећала је да јој је потребан нови концепт на њеном концерту, тако да је променила име турнеје у ~ POWER of MUSIC ~ 2011 A, на којој је било мање комерцијалног, а више класичног и интимног.
Други мини албум FIVE, објављен је 31. августа 2011. године у три издања: цд, цд ограничено издање и цд + двд. Блу-реј верзија објављена је 9. новембра 2011. године, чиме је направљен први албум на свету који је пуштен у том формату. Цд ограничено издање имало је приступну картицу за преузимање костима за плејстејшн игрицу Tales of Xillia. Такође, прво цд + двд издање имало је серијски број за приступ специјалном сајту емитовања материјала са концерта Ayumi Hamasaki Countdown Live 2010-2011 A: Do It Again. Албум је заузео прво место на дневној, недељној и месечној Oricon албум листи. Био је на првом месту топ листе две узастопне недеље. Ово је њен први албум који нема ниједан сингл. Свих пет песама користиле су се у комерцијалне сврхе. Песма „progress” је коришћена као тематска песма за плејстејшн игрицу Tales of Xillia; „ANother song” је коришћена као тематска песма емисије SweetTV канала BeeTV; „Why…” је коришћена у ТВ рекламама за кампању тајванске туристичке агенције H.I.S., као и у рекламама за RecoChoku; „beloved” је коришћена као тематска песма за NTV емисију Sukkiri!!; „BRILLANTE” је коришћена у ТВ рекламама за Music.jp.

### 2012—13:Party Queen, мини албуми,Love Againи петнаестогодишњица
Дана 1. јануара 2012. објављује A CLIP BOX 1998-2011, који садржи све њене спотове од 1998. до 2011. године, као и неки бонус материјал, попут интервјуа.
Годину дана након удаје, 16. јануара 2012. Ајуми изјављује да се разводи због своје немогућности да живи у САД због разорног земљотреса који се догодио у марту 2011. Она је рекла да не може да напусти своју земљу у оваквим временима, па је изабрала своју домовину уместо свог брака.
Дана 8. фебруара је издала свој трећи дигитални сингл „how beautiful you are”, а затим месец дана касније њен тринаести студијски албум Party Queen у пет издања: цд, цд + двд, цд + 2двд и две ограничене сет кутије. Party Queen је њен други албум који је заузео друго место на  топ листама. Да би промовисала албум, креће на турнеју под називом ARENA TOUR 2012 A ~ HOTEL Love songs ~.
Дана 21. марта 2012. Ајуми издаје све њене албуме, мини албуме и компилацијске албуме A BEST и A BEST 2 BLACK/WHITE на playbutton.
Дана 8. августа објављен је њен шести компилацијски албум A SUMMER BEST у два издања: 2цд и 2цд + двд.
Дана 14. новембра је написала на свом блогу да је у озбиљној вези са својим плесачем Maroka Uchiyamom. Следећег дана, Маро је потврдио вест на свом блогу.
Њени трећи и четврти мини албуми LOVE и again, пуштени су у новембру и децембру. Албум LOVE је био у три издања: цд, цд ограничено издање и цд + двд, а албум again је био у два издања: цд и цд + двд.
Дана 8. јануара 2013, пустила је у продају њен други класични албум, A Classical. Албум је заузео прво место на Oricon топ листи и тако постао први класични албум који је успео да буде на врху топ листа.
У јануару 2013. објавила је да је раскинула везу са Maroka Uchiyamom.
Док је била на одмору у Лос Анђелесу, упознаје њеног будућег мужа, 10 година млађег америчког студента медицине. 13. децембра је објавила веридбу, а венчали су се 3. марта 2014.
Ајумин четрнаести студијски албум LOVE again, објављен је у фебруару у пет издања: цд, цд + двд, цд + Blu-ray и два ограничена издања: цд + двд + ayupan + фото албум и цд + Blu-ray + ayupan + фото албум. Албум је дебитовао на врху дневне и недељне Oricon албум листе. Ово је њен двадесети албум на врху Oricon топ листе. Постижући овај рекорд након 14 година и 10 месеци од њеног дебија, оборила је рекорд B'z-a који је овај подвиг остварио након 17 година и 10 месеци. LOVE again је такође означио Ајуми као трећег извођача у Јапану са 20 албума на првом месту топ листа, заједно са B'z и Јуми Мацутојом. Поводом овога Ајуми је изјавила: „Јако сам срећна што је толико људи подржало овај албум. Свима вам много хвала. Бити у могућности да остварим овај рекорд је све захваљујући фановима који су ме подржавали. Ове године обележавам моју петнаестогодишњицу и желим да у овој години створим дивне успомене са свима.”
Да би прославила своју петнаестогодишњицу, Ајуми је одлучила да њени фанови изаберу песме за концерт. Гласање је било онлајн на сајту, тако да је свако могао да гласа за три песме. Гласање је завршено 3. априла 2013. и изабрано је 50 песама, укључујући и песму „kanariya”, коју никада није изводила уживо. Турнеја се звала 15th Anniversary TOUR ~A BEST LIVE~. Поводом годишњице, избацила је песму „”.
Дана 25. децембра 2013. године, објављује сингл „Feel the Love/Merry-go-round”. Обе песме су под утицајем западног денс попа.

### 2014—15:Colours,A OneиSixxxxxx
У јануару 2014. године, саопштено је да је нова песма под називом „Pray” изабрана да буде тематска песма за аниме филм „Osamu Tezuka's Budda 2—Owarinaki Tab”, који је премијерно приказан 8. фебруара 2014. године у Јапану. Још једна нова песма под називом „Hello New Me” је представљена као песма за нову сезону Фуџи ТВ драме „Zoku—Saigo Kara Nibanme no Koi” која је почела са емитовањем у априлу 2014. Песма је објављена 14. маја 2014. Од 30. маја до 6. јула 2014. године, Ајуми одржава турнеју под називом Premium Showcase: Feel the love, на којој је она понудила 11 концерата на 3 локације: Нагоји, Осаки и Токију.
Ајумин петнаести студијски албум под називом Colours пуштен је 2. јула 2014. године у неколико издања: цд, цд + двд, цд + Blu-ray и још два ограничена издања за фан клуб „Team Ayu”. Музички, Colours је албум електронске плесне музике(EDM). Заузео је пето место у првој недељи на Oricon листама, и постаје њен први студијски албум да није у Топ 3. Међутим, такође је означио нови рекорд за њу, и са овим остварењем постала је други извођач у историји Јапана да јој сви албуми буду у првих 10 на топ листама. У септембру 2014. године, Ајуми објављује два сингла „Terminal” и „XOXO”.
Дана 2. новембра 2014. године, објављује преко своје званичне Facebook странице да је почела са снимањем „winter ballad trilogy”. 6. новембра 2014. године, откривено је да ће назив новог сингла бити „Zutto.../Last Minute/Walk”, а да ће његов датум изласка бити 24. децембар 2014. године. Сингл заузима пето место на  листама. Са овим остварењем, Ајуми је постала први соло извођач у историји Јапана да има 50 синглова у Топ 10 на Oricon листама.
Дана 28. јануара 2015. објављује њен трећи класични албум Love Classics. Назван је "mash-up album" између Ајуминих љубавних песама и класичне музике, састављен од раније објављених балада љубавних песама, које су преуређене користећи класичне комаде реномираних европских композитора, као што су између осталих Антонио Вивалди, Јохан Себастијан Бах, Фредерик Шопен и Клод Дебиси. Албум је комерцијално припремљен да буде поклон за Дан Заљубљених. Омот албума, који је креирао визуелни уметник Аки Мијађима, заснован је на једној од насловница Ајуминог сингла „Zutto.../Last Minute/Walk” објављеног у децембру 2014.
Дана 8. априла 2015. је изашао њен шеснаести студијски албум A One у три издања: цд, цд + двд и цд + Blu-ray. Затим креће на нову турнеју под називом Arena Tour 2015 A: Cirque de Minuit.
Дана 5. августа 2015. године, објављује свој пети мини албум Sixxxxxx у три издања: цд, цд + двд и цд + Blu-ray, са шест нових песама, укључујући и дуетску песму „Sayonara” коју је снимила са тајванским бендом SpeXial. Песма „Sayonara” достиже прво место на топ листама у Хонгконгу, Сингапуру, Малезији и на Тајвану.
Дана 16. децембра 2015. избацује обраду песме „Many Classic Moments” од групе Globe. 23. децембра избацује класични албум Winter Diary: A7 Classical, са песмама са њена два претходна албума A One и Sixxxxxx, и једном новом песмом „Winter Diary”.

### 2016—18:M(A)DE IN JAPAN, двадесетогодишњица иTROUBLE
На петнаестогодишњицу њеног најпродаванијег албума A BEST, поново га пушта у продају.
У мају 2016. креће на турнеју Arena Tour 2016 A: Made in Japan. 11. маја 2016, Ајуми је изненадила фанове да ће њен седамнаести албум M(A)DE IN JAPAN бити пуштен путем сајта AWA, где је достигао милион легалних стримова након 5 дана. У физичком формату је објављен 29. јуна 2016. године у неколико издања: цд, цд + двд, цд + Blu-ray и још два за фан клуб „Team Ayu”. У музичком смислу, албум садржи низ жанрова укључујући и хард рок, поп баладе и електронску плесну музику. Албум је завршио на другом месту Oricon топ листе, и са овим остварењем, Ајуми је постала извођач са највише албума на топ 10 листи(укупно 50).
Дана 12. септембра 2016. је објавила да се разводи од њеног другог мужа. Развели су се 30. септембра 2016.
„We are the QUEENS” је Ајумин дванаести дигитални сингл. Изашао је 30. септембра 2016. Песма је коришћена за игрицу „CLASH OF QUEENS” на смарт телефону.
Дана 20. маја 2017. године, Ајуми је написала на свом блогу да почиње да губи слух и у десном уху и да је доживела вртоглавицу и мучнину. Обећала је да ће наставити са наступима, додајући:
„Сцена је место где ја припадам. То је једино место где заиста, истински постојим. Не знам ни за шта друго. Нема смисла бринути о ономе што је пред нама. Наставићу да слушам, чак и ако не могу да чујем. Наставићу да се крећем, чак и ако се не могу кретати. Не тражим симпатије или сажаљење. Држаћу главу високо и наставити да идем напред до последњег даха.” 
Дана 6. септембра 2017. године, објављује нову песму под називом „WORDS”, која је могла да се скине бесплатно до 30. новембра на сајту mu-mo.
Током 2017. године, започела је турнеју Just the Beginning -20- Tour 2017, чији је први део почео од 13. маја 2017. године у Yokohama Arena, до 17. јула у Osaka-jō Hall. Други део турнеје под називом Just the beginning Part 2: Sacrifice, почео је 6. септембра у Pacifico Yokohama National Convention Hall и предвиђен је да се заврши 28. новембра у Shunanshi Bunka Hall. Трећи део турнеје је такође заказан, почев од 2. децембра 2017. године у Wakayama Prefectural Cultural Hall, до 20. фебруара 2018. године у Okinawa Convention Center. Укупно је одржано 60 концерата и уједно је то и њена највећа турнеја икада.
Дана 22. јануара 2018, Ајуми је објавила да ће се њена нова турнеја звати Arena Tour 2018 ~POWER of MUSIC 20th Anniversary~ на којој ће прославити 20 година каријере. До сада је заказано 11 концерата широм Јапана. Прва два су била заказана 7. и 8. априла у Saitama Super Areni. 8. априла је било тачно 20 година од када је издала њен први сингл „poker face”.
Дана 22. јула 2018. објављено је да ће нови мини албум TROUBLE бити пуштен у продају 15. августа 2018. 6. августа је објављен на iTunes Japan. Ово је Ајумин шести мини албум. Објављен је у шест верзија: два цд издања, два цд + двд + goods издања и два цд + блу-реј + goods издања. Двд и блу-реј издања су ограничена mu-mo Shop издања која долазе у луксузној кутији и укључују фото картице и потписан привезак у облику срца.
Мини албум прати и турнеја која ће се звати ayumi hamasaki LIVE TOUR -TROUBLE- 2018-2019 A. Турнеја почиње 19. октобра и трајаће до 21. фебруара 2019. Ајуми ће за ову турнеју укупно одржати 38 концерата.

## Уметништво

### Утицај
Ајумин утицај превазилази музику. Она се сматра модном иконом и тренд сетером. Осим честих појављивања у модним часописима као што су Vivi, Popteen и Cawaii!, Ајуми је често похваљивана због њених избора у одевним предметима. Oricon ју је више пута назвао "најмодернијим женским извођачем". На многе аспекте јапанске моде, укључујући одећу, косу, нокте и аксесоаре је она на неки начин имала утицај. Као и са њеном музиком, Ајумини трендови почели су се ширити на азијске земље као што су Тајван, Кина и Сингапур. Међу трендовима Ајуми је започела hime-kei (изглед инспирисан модом француске аристократије из 18. века). Она је такође снажно утицала на когалну супкултуру. Њено константно мењање изгледа је очигледно не само на модним фотографијама, већ и на њеним омотима за албум, елементу који она сматра неопходним у преношењу њених порука. Она се представила као "муза мира" или "грчка богиња" (на омоту њеног албума I am...), као и "Јованка Орлеанка двадесет првог века" (за њен сингл „Free & Easy”). Иако се Ајуми представила у ранијим издањима као "девојка из суседства", усвојила је провокативнију слику о себи још од албума Loveppears. Омоти за албуме Loveppears, I am..., RAINBOW и Party Queen, приказују Ајуми делимично голу, због чега је изазивала контроверзе.
Прихватала је понуде бројних брендова. Током своје каријере у оквиру Avex-a, промовисала је производе који се крећу од електронике (Tu-Ka мобилне телефоне и Panasonic), до различитих прехрамбених производа. Међу производима које је рекламирала на телевизији су Honda Crea скутер, KOSÉ козметика, Mister Donut крофне и Boss кафа. Документован је рекорд од 500.000 продатих кармина за само два дана од кад се Ајуми појавила у рекламама за промоцију Косеовог кармина. Кармин који је лансиран неколико месеци касније, оборио је овај рекорд. Наручено је преко 800.000 кармина. Поред тога што служе као позадинска музика за телевизијске рекламе, неке од њених песама користе се као теме за видео игре, телевизијске емисије и филмове, као што су Onimusha: Dawn of Dreams, InuYasha, Shinobi: Heart Under Blade и Tales of Xillia. Она сама је доносила 40% профита Avex-у. То је показало колики је утицај имала. Иако је Ајуми на почетку подржавала експлоатацију њене популарности у комерцијалне сврхе, рекавши да је неопходно да се (она) сматра производом, на крају се супроставила одлуци Avex-a да је представи као производ, а не особу.
Крајем деведесетих у јапанској музици (па чак и сада у већини случајева) било је незамисливо да певач пева о смрти члана породице, недостатку самопоуздања, издаји и разочарењу. Извођачи као што су Ami Suzuki, Utada Hikaru, Namie Amuro, Kaori Mochida, Yuri и Кеiko су певали о томе да ли су заиста заљубљени или не, оптимизму о 2000-им, плесу и љубави. Доласком Ајуми и њених текстова, песме осталих извођача су постале смелије. Ајуми је допринела да јапанска музика постане слободнија. Зато су њени текстови јако добро пролазили код публике, нарочито код тинејџера.

### Музички стил
Ајуми пише све своје текстове песама. Фанови хвале њене текстове као искрене и да изражавају одлучност. У анкети коју је Oricon покренуо, испитаници су гласали за њене текстове као омиљени аспект њеног уметничког рада.
„Често чујем како људи кажу да су били спашени или на неки начин охрабрени мојим текстовима. Што сам више слушала како то говоре, више сам била забринута са предрасудама које су људи могли имати, мислећи: „Да ли је мој посао да их спашавам или да ли је моја дужност да их охрабрујем?” Понекад када покушам да то урадим, завршим пишући текстове са супротним осећајем. Једном ми је неко рекао да су ми текстови уздижући и фини, па бих помислила: „О чему то причаш?”— Ayumi Hamasaki, in Rockin' On Japan, Spring 2001
Стив Мекклур из The Japan Times је истакао да је Ајуми развила репутацију пажљивог, интроспективног текстописца. Имајући потешкоћа у изражавању њених мисли, Ајуми користи своје текстове као излаз. Она извлачи инспирацију из сопствених (а повремено и својих пријатеља) искустава и емоција и покушава да их пренесе искрено у речи. Изјавила је да је искреност од суштинског значаја за њене текстове, рекавши: „Ако пишем кад сам тужна, онда ће то бити мрачна песма, али ме није брига. Желим да будем искрена према себи у сваком тренутку.” Ово је значило да она није користила енглеске речи до њеног албума RAINBOW, јер је осећала да се најбоље може изразити на јапанском језику. Као и код њеног музичког стила, теме њених текстова су се разликовале. Њен деби албум A Song for xx углавном се бавио темама усамљености и конфузије, као и њен други албум Loveppears. На албуму Duty је такође изразила осећања разочарења и конфузије. Ајуми је почела да преузима глобалнију перспективу с њеним следећим албумима I am... и RAINBOW, разгранајући их на шире теме попут вере и мира. Музички критичар Тецу Мисаки приметио је велику промену у стилу песама између њеног дебитантског албума A Song for xx, који се углавном бавио личним проблемима, и њених следећих албума Loveppears и Duty. Мисаки је веровао да је Ајуми почела размишљати о њеном утицају на друштво и да је почела писати песме са важним порукама које је желела изразити својим слушаоцима. Ово је сигнализирано њеним некоришћењем заменице у првом лицу, а уместо тога коришћењем чешће речи бокура (僕ら, "ми") и цутаеру (伝える, "пренети"). Пошто је Ајуми сазрела, њени текстови су почели да изражавају више самопоуздања. Теме на њеним каснијим албумима укључивале су љубав и борбу жена. Са албумом GUILTY, Ајуми је почела да пише своје текстове не само као излагање њених личних осећања, већ и као охрабрење за њене слушаоце, што је такође наставила и на њеном албуму NEXT LEVEL. У песмама као што су „talkin 2 myself” и „Mirrorcle World”, Ајуми се бави свесношћу и борбеним духом преживљавања у високо ризичном времену како би охрабрила слушаоце. У песми „rollin” (са албума NEXT LEVEL), Ајуми је написала: „Времена се окрећу у круг / у брзини кретања према крају / изван границе / разочарење и нада се боре међусобно.” Поред личних искустава и осећања, она базира текстове о изворима као што су историјски догађаји. Живот Јованке Орлеанке је био инспирација за песму „Free & Easy”, а прича коју јој је пријатељица рекла за светицу по имену Марија, била је инспирација за песму „М”. Напади 11. септембра су били инспирација за песму „A Song is born”.
Поред писања текстова, Ајуми се укључила и у друге аспекте продукције, као што је уметнички смер. Иако је Макс Мацура званично признат као продуцент њених песама, за Ајуми је рекао: „Ају је врло прецизан радник иза сцене. Много посла који она сама ради је више у продуцентској арени. Заиста мислим да би требало рећи 'Продуцирано од стране [А]јуми [Х]амасаки' ”. До њеног сингла „М”, Ајуми је препуштала задатак компоновања својем особљу. Како је објаснила: „Ја нисам професионалац, немам ни основно знање о писању музике.” Међутим, почела је компоновати своје мелодије након што њено особље није успело искомпоновати мелодију за песму „М”, која би се њој допала. Желећи да створи радове верне њеним визијама, Ајуми је преузела контролу над већином аспеката своје уметности. I am... је представник ове фазе у њеној каријери. Водила је продукцију својих песама, видео снимака и уметничких дела. Почела је да компонује мање након I am.... Док је скоро све на албуму I am... њен рад, она је компоновала само девет од шеснаест песама са албума RAINBOW. Још мање је била укључена у компоновању следећих албума, компонујући две нумере на Memorial address, три на My Story и једну на (miss)understood. Од албума Secret, за ниједну од песама на њеним студијским албумима није наведена као композитор. Са каснијим албумима, Ајуми је такође почела да преноси своје задатке особљу које је једном руководила сама. Ајуми наводи Мадону, соул музичаре Babyface и Ен воуг и роk бендове Лед зепелин и Дип парпл као своје утицаје и наводи да се диви Мишели Бранч, Kid Rock-у, Џоани Озборн, Сеико Мацуди, Рие Мијазави и Кеико Јамади. Ови разноврсни утицаји су довели до разноликости сопствене музике. Почела је да пушта ремиксове својих песама у раној каријери, а ова пракса такође је утицала на разноврсност њене музике. Ови ремикси обухватају различите жанрове електронске плесне музике укључујући Eurobeat, хаус, тренс као и акустичне жанрове попут класичне и традиционалне кинеске музике. Запошљавала је и западне и јапанске музичаре, међу којима су били Above & Beyond, Фери Корстен, Армин ван Бурен, Џони Вишос, Fantastic Plastic Machine, the Lamoureux Orchestra of France, традиционални кинески музички ансамбл Princess China Music Orchestra и др. Ајуми је издала више стотина оригиналних песама. Кроз њих је покривала широк спектар музичких стилова, као што су: денс, метал, ритам и блуз, прогресивни рок, фанк, хип хоп, поп, џез, електронска и класична. Користи различите инструменте и технике, укључујући клавир, оркестар, госпелове хорове, гитаре, традиционалне јапанске жице, музичке кутије и ефекте као што су викање, пљескање и гребање.

### Спотови и наступи
Ајуми је до данас снимила 128 музичких спотова. Често је учествовала у стварању уметничког правца њених музичких спотова. Они су уметничке продукције кроз које Ајуми покушава да пренесе значење или осећај својих песама. Теме видеа су разноврсне. Направила је тужне, крхке и емотивне видео записе за песме „momentum” и „Endless sorrow”, освежавајуће летње видео записе за песме „BLUE BIRD” и „fairyland”, надреалне и страшне за песме „1 LOVE” и „Marionette” и хумористичке за песме „evolution”, „ANGEL'S SONG” и „Beautiful Fighters”. Поред тога, многи од видео записа садрже кратке приче, од којих неке користе симболику да преносе своје одговарајуће поруке. У споту за песму „Voyage”, Ајуми се појављује као жена у психијатријској болници чија је претходна инкарнација била жена у феудалном Јапану и која је жртвована Месецу; у споту за песму „Endless sorrow”, налази се дечак који живи у друштву у којем је по закону забрањен говор; у споту за песму „Free & Easy”, Ајуми је приказана као "Јованка Орлеанка двадесет првог века" да би пренела своју поруку „Слобода се не може лако добити, мора се платити цена за то”; у споту за песму „ourselves” појављују се маскирани људи који уништавају слике из Ајумине прошлости као што су фотографије и омоти албума који симболизују разарање и препород. Поред тога, видео снимци „fairyland”, „My name's WOMEN”, „JEWEL”, „GREEN” и „Virgin Road” спадају на листу шездесет најскупљих музичких спотова икада снимљених, чинећи Ајуми јединим неамеричким уметником који држи такав рекорд. Џенет Џексон води са шест видеа на листи, док Мајкл Џексон, Ајуми Хамасаки и Бритни Спирс имају по пет. Ајуми је такође укључена у продукцијски и уметнички правац њених наступа уживо. Они, као и њени видео снимци, често су раскошне продукције и користе разне реквизите, екстравагантне костиме и кореографске плесове. Користила је велике видео екране, ватромете, симулиране падавине киша и снега, трикове са подовима и обешене уређаје.

## Друге активности

### MTRLG
Ајуми је 2001. године покренула сопствени модни бренд MTRLG (Material Girl). Одећа је продавана у MTRLG бутицима и у Mise S*clusive продавницама.

### Ayupan
Године 2002, Ајуми је створила Ayupan, цртана верзија ње, која се појавила у линији робе (углавном фигурица) и цртаном филму из 2003. године. За њену турнеју „Tour of Secret”, Ајуми је сарађивала са компанијом Sanrio, да би направила линију робе „Ayumi Hamasaki x Hello Kitty”, у којој су се налазиле Ayupan и Hello Kitty заједно. Роба је укључивала траке за мобилне телефоне и Lumix камере декорисане са сликом Hello Kitty иза Ајуминог логотипа „A”.

### Ayuready?
Ајуми је имала своју телевизијску емисију од октобра 2002. на Фуџи каналу. Емисија је емитована сваке суботе од 23:30 до поноћи, где је често приказивала своје наступе са гостима, међу којима су били Goto Maki, Puffy и Akina Nakamori. Да би промовисала програм (и њен албум RAINBOW), Ајуми је 1. јула 2003. отворила ресторан „Rainbow House” на плажи Shōnan Beach, који је радио само током лета. Повремено је коришћен у епизодама Ayuready?. После мање од две године, последња епизода Ayuready? емитована је у марту 2004.

## Награде и рекорди
| Година | Награде и рекорди |
| ------ | --- |
| 1999   | - Japan Gold Disc Award - New Artist of the Year - Japan Gold Disc Award - Pop Album of the Year (A Song for ××) - All Japan Request Awards- Grand Prix - Fifth highest grossing artist of the year in Japan. |
| 2000   | - Japan Gold Disc Awards- Pop Album of the Year — Loveppears - Japan Gold Disc Awards- Song of the Year — A - Record: The only artist to have four albums in Oricon Top 10 simultaneously - The Japan Record Awards- Best Album — Duty - The Japan Record Awards- Gold Prize — Seasons - Highest grossing artist of the year in Asia. |
| 2001   | - Japan Gold Disc Awards- Artist of the Year - Japan Gold Disc Awards- Song of the Year — (M, Seasons) - Japan Gold Disc Awards- Pop Album of the Year — Duty - Japan Cable Awards- Grand Prix - The Japan Record Awards- Gold Prize — Dearest - The Japan Record Awards- The Award — Dearest - MTV Japan Video Music Awards- Best Female Artist - MTV World Music Awards- Best Japanese Pop/Rock Artist - MTV World Music Awards- World's Best-Selling Asian Artist - 130 million people choose best artist award – Best artist - Highest grossing artist of the year in Asia. |
| 2002   | - Japan Gold Disc Awards- Artist of the Year - MTV Asia Awards- Best Female Artist Award - MTV Asia Awards- Most Influential Japanese Artist In Asia (special award) - Japan Gold Disc Awards- Pop Album of the Year — (A Best, I am…) - Japan Cable Awards- Grand Prix - The Japan Record Awards- Gold Prize — Voyage - The Japan Record Awards- The Award — Voyage - Oricon Awards- Best selling remix album of the year (Super Eurobeat presents Ayu-ro mix) - All Japan Request Awards- Grand Prix - 130 million people choose best artist award – Best artist - Un-sorted- All Japan Request Award - Highest grossing artist of the year in Asia. |
| 2003   | - MTV Video Music Awards Japan- Best Female Video — Because of You - MTV Video Music Awards Japan- Best Pop Video — No Way to Say - MTV Video Music Awards Japan- Best Live Performance Presented by Asahi Super Dry - Japan Gold Disc Awards- Song of the Year — (Free & Easy, H, Voyage) - Japan Gold Disc Awards- Rock/Pop Album of the Year — (Rainbow) - The Japan Record Awards- Gold Prize — No Way to Say - The Japan Record Awards- The Award — No Way to Say - 130 million people choose best artist award – Best artist - All Japan Request Awards- Grand Prix - World Music Awards- Best Japanese Pop/Rock Artist - Oricon Chart Awards- Best Selling Album Title Award - Oricon Chart Awards- Best Hit Award - Highest grossing artist of the year in Asia. - Only J-Pop artist to receive the Grand Prix Award for 4 straight years from 2000-2003 |
| 2004   | - Japan Gold Disc Awards- Artist of the Year - Hito Awards Taiwan – Best foreign Artist - Hito Awards Japan – Moments - Japan Gold Disc Awards- Rock/Pop Album of the Year — (A Ballads, &, Memorial Address) - 130 million people choose best artist award – Best artist - Fifth highest grossing artist of the year in Japan. |
| 2005   | - 130 million people choose best artist award – Best artist - Hito Awards Taiwan – Best foreign Artist - Hito Awards Japan – my name's Women - Japan Gold Disc Awards- Song of the Year — (Moments, Inspire) - Musicnet Awards – Best Album (My Story) - Best Selling solo and female Japanese Artist Awards (Worldwide Award) - World Music Awards - Best-Selling Japanese Artist - Fourth highest grossing artist of the year in Asia. |
| 2006   | - No. 2 ranking for Total Female Artist Album Sales - No. 1 ranking for Total Female Artist Single Sales (more than 20,000,000 single copies) - Musicnet Awards – Best Artist - Musicnet Awards – Best Album (Miss)understood - Musicnet Awards – Best Single (Heaven) - Musicnet Awards – Best Concert Video (Arena Tour 2005: My Story) - 130 million people choose best artist award – Best artist - The Japanese artist with all Original Albums ranked no.1 consecutively from Debut Album - Fifth highest grossing artist of the year in Japan. |
| 2007   | - 4th Best Selling Japanese Artist in history - Best Selling Japanese Female Artist in history - First female solo artist in 36 years who have simultaneously occupied the top two positions at the album chart - Record: Best Selling Female & Solo Japanese Artist in history - Japan Gold Disc Awards - Rock/Pop Album of the Year - ((Miss)understood, Secret) - Japan Gold Disc Awards - Million Sales Album Artist Card - (miss)understood - RTHK International Awards - Best Japanese Song of the Year - Secret - Hito Awards Taiwan – Best foreign Artist of 2007 - 130 million people choose best artist award – Best artist (2007) - Second Best Selling Artist of 2007 in Japan. - Highest Earning Female Celebrity of 2007 in Asia. - Asian MUSIC eXtreme Awards 2007—2007. Best Asian female single artist - Second highest grossing artist of the year in Asia. |
| 2008   | - Record: Only female and solo artist with 30 number-one singles - Record: Only female and solo artist with 40 TOP 10 singles - Record: Artist with most #1 singles within consecutive years (10). - MTV Student Voice Awards - Best Female Artist - Mnet KM Music Festival Korea - Best Pop Artist （Asia） - Mnet KM Music Festival Korea - Best Concert DVD (Ayumi Hamasaki - ASIA tour 2007) （Asia）, - Musicnet Awards – Best Artist - Musicnet Awards – Best Album (A Best 2 [White/Black]) - Musicnet Awards – Best Single (talkin' 2 myself) - Musicnet Awards – Best Concert Video (Asia Tour 2007 A: Tour of Secret) - Hito Awards Taiwan – Best foreign Artist - Best International Female Artist, YAHOO! Hong Kong Buzz Music Awards - Highest Earning Female Celebrity of 2008 in Asia. - 130 million people choose best artist award – Best artist (2008) - Second highest grossing artist of the year in Asia |
| 2009   | - French J-Awards: Best "Best of" Album of 2008: A Complete ~All Singles~ - French J-Awards: Most wanted Japanese artist in France for 2009 - Japan Gold Disc Awards - Rock/Pop Album of the Year - A Complete ~All Singles~ - First artist to have at least one album and one single debut at #1 for 11 consecutive years. - Musicnet Awards - Most consistently attractive female artist - First female artist to have a photobook top the Oricon Book Chart - 130 million people choose best artist award – Best artist - Second highest grossing artist of the year in Asia - Highest Earning Female Celebrity of 2009 in Asia - 7th Best Album Of 2009 according to RIAJ: A Complete: All Singles |
| 2010   | - Green Globe Film Awards - Best Asian Entertainer 2009-2010. - The most influential singer in Japan - The 26 Most influential person in Japan - Forbes magazine: Richest singer of all time (#7th in the World) with income of U.S. $400 million - 3rd Best Selling Japanese Artist in history - First artist to have at least one album topped the charts (Rock 'n' Roll Circus) for 12 consecutive years - Record breaker for Seiko Matsuda's #1 Consecutive singles streak, with Hamasaki having 25 singles to top the charts consecutively since Free 'n Easy - Only Female Artist in Japan to have 11 Studio Albums (Except for Guilty) topped the Oricon since her debut - First artist ever to achieve 13 consecutive years of No.1 albums - 130 million people choose best artist award – Best artist - J-Station Music Awards – Best Female Artist - J-Station Music Awards – Best Pop Album - Rock 'n' Roll Circus - J-Station Music Awards – Best Music Video - Microphone - J-Station Music Awards – Best Mini-Drama Clip - blossom - J-Station Music Awards – Best Collaboration - Dream On (feat. Ayumi Hamasaki) |
| 2011   | - First artist to have 4 albums in top 10 in Oricon Weekly Charts (Ayu-mi-x 7 (Trance/House/Acoustics/Ayu-ro)) - First female artist to have the two top positions in the Oricon DVD charts. (Ayumi Hamasaki Rock'n'Roll Circus Tour Final: 7 Days Special & 50 Singles: Live Selection) - Highest DVD sales by a female artist, 2,313,000 units sold in total. |
| 2012   | - 2012 3D Creative Arts Awards - Electronic Broadcast Media (Television) – Live Event (A3D ayumi hamasaki ARENA TOUR 2009 ~NEXT LEVEL~) - Highest selling Japanese female artist of all time - Best selling Japanese solo artist of all time - 3rd person (first female and solo artist) in Japanese history to sell more than 50 million records |
| 2013   | - Only Female Artist in Japan to have 12 Studio Albums (Except for Guilty and Party Queen) topped the Oricon since her debut |
| 2014   | - 3rd most downloaded album of the year - A BEST - 18th best selling digital artist of the year |
| 2015   | - Female singer with the most top ten singles (50) - 2nd most downloaded album of the year - A BEST - 19th best selling digital artist of the year |
| 2016   | - Female singer with the most top ten albums (50) - 2nd person (first female and solo artist) in Japanese history to sell more than 80 million records |

## Дискографија

### Студијски албуми
- -{A Song for ×× (1999)
- LOVEppears (1999)
- Duty (2000)
- I Am... (2002)
- Rainbow (2002)
- My Story (2004)
- (Miss)understood (2006)
- Secret (2006)
- Guilty (2008)
- Next Level (2009)
- Rock 'n' Roll Circus (2010)
- Love Songs (2010)
- Party Queen (2012)
- Love Again (2013)
- Colours (2014)
- A One (2015)
- M(A)DE IN JAPAN (2016)
- Remember You (2023)

}-

### Мини албуми
- NOTHING FROM NOTHING (1995) (AYUMI)
- Memorial address (2003)
- Five (2011)
- LOVE (2012)
- Again (2012)
- Sixxxxxx (2015)
- TROUBLE (2018)

### Компилацијски албуми
- A Best (2001)
- A Ballads (2003)
- A Best 2: Black (2007)
- A Best 2: White (2007)
- A Complete: All Singles (2008)
- A Summer Best (2012)
- Winter Ballad Selection (2014) (Дигитално издање)
- A Theme Songs (Drama Edition) (2015) (Дигитално издање)
- A BEST -15th Anniversary Edition (2016)
- A Ballads 2 (2021)

### Ремикс албуми
- -{ayu-mi-x (1999)
- SUPER EUROBEAT PRESENTS ayu-ro-mix (2000)
- ayu-mi-x II Version US&EU (2000)
- ayu-mi-x II Version JPN (2000)
- ayu-mi-x II Version Acoustic Orchestra (2000)
- ayu-mi-x II Version Non-Stop Mega Mix (2000)
- ayu-mi-x III Version Non-Stop Mega Mix (2001)
- ayu-mi-x III Acoustic Orchestra (2001)
- SUPER EUROBEAT presents ayu-ro mix 2 (2001)
- Cyber TRANCE presents ayu trance (2001)
- ayu-mi-x IV + selection Non-Stop Mega Mix Version (2002)
- ayu-mi-x IV + selection Acoustic Orchestra Version (2002)
- Cyber TRANCE presents ayu trance 2 (2002)
- ayumi hamasaki RMX WORKS from ayu-mi-x 5 non stop mega mix (2003)
- ayumi hamasaki RMX WORKS from Cyber TRANCE presents ayu TRANCE 3 (2003)
- ayumi hamasaki RMX WORKS from SUPER EUROBEAT presents ayu-ro mix 3 (2003)
- MY STORY Classical (2005)
- ayu-mi-x 6 -GOLD- (2008)
- ayu-mi-x 6 -SILVER- (2008)
- ayu-mi-x 7 -version HOUSE- (2011)
- ayu-mi-x 7 -Acoustic Orchestra- (2011)
- ayu-mi-x 7 presents ayu trance 4 (2011)
- ayu-mi-x 7 presents ayu-ro mix 4 (2011)
- A Classical (2013)
- LOVE CLASSICS (2015)
- Winter diary ~A7 Classical~ (2015)

}-

### Синглови
- "NOTHING FROM NOTHING" (1995) (AYUMI)
- "Poker Face" (1998)
- "You" (1998)
- "Trust" (1998)
- "For My Dear..." (1998)
- "Depend on You" (1998)
- "Whatever" (1999)
- "LOVE ~Destiny~" (1999)
- "To Be" (1999)
- "Boys & Girls" (1999)
- "A" (1999)
- "Appears" (1999)
- "Kanariya" (1999)
- "Fly High" (2000)
- "Vogue" (2000)
- "Far Away" (2000)
- "Seasons" (2000)
- "Surreal" (2000)
- "Audience" (2000)
- "M" (2000)
- "Evolution" (2001)
- "Never Ever" (2001)
- "Endless Sorrow" (2001)
- "Unite!" (2001)
- "Dearest" (2001)
- "A Song Is Born" (2001)
- "Daybreak" (2002)
- "Free & Easy" (2002)
- "H" (2002)
- "Voyage" (2002)
- "&" (2003)
- "Forgiveness" (2003)
- "No Way to Say" (2003)
- "Moments" (2004)
- "Inspire" (2004)
- "Carols" (2004)
- "Step You / Is This Love?" (2005)
- "Fairyland" (2005)
- "Heaven" (2005)
- "Bold & Delicious / Pride" (2005)
- "Startin' / Born to Be..." (2006)
- "Blue Bird" (2006)
- "Glitter / Fated" (2007)
- "Talkin' 2 Myself" (2007)
- "Mirrorcle World" (2008)
- "Green / Days" (2008)
- "Rule / Sparkle (2009)
- " Sunrise / Sunset ~ LOVE is ALL ~" (2009)
- "You Were... / Ballad" (2009)
- "Moon / Blossom" (2010)
- "Crossroad" (2010)
- "L" (2010)
- "Dream On" (2010)
- "Feel the Love / Merry-Go-Round" (2013)
- "Terminal" (2014)
- "Zutto... / Last Minute / Walk" (2014)

### Дигитални синглови
- "Together When..." (2007)
- "Happening Here" (2011)
- "How Beautiful You Are" (2012)
- "Tell All" (2013)
- "Pray" (2014)
- "My Way" (2014)
- "Hello new me" (2014)
- "Movin' on without you" (2014)
- "The GIFT" (2015)
- "Step by step" (2015)
- "Many Classic Moments" (2015)
- "We Are the Queens" (2016)
- "WORDS" (2017)

### Концертни синглови
- "XOXO / Terminal" (2014)
- "Angel / Lelio" (2014)
- "What is forever love / NOW & 4EVA" (2014)

### Ремикс синглови
- "the other side ONE: Hex Hector" (2000)
- "the other side TWO: Junior Vasquez" (2001)
- "the other side THREE: Thunderpuss, Soul Solution" (2001)
- "the other side FOUR: System F, Vincent De Moor" (2001)
- "excerpts from ayu-mi-x III CD001" (2001)
- "excerpts from ayu-mi-x III CD002" (2001)
- "excerpts from ayu-mi-x III CD003" (2001)
- "excerpts from ayu-mi-x III CD004" (2001)
- "excerpts from ayu-mi-x III CD005" (2001)
- "excerpts from ayu-mi-x III CD006" (2001)
- "Connected" (2003)
- "M" (2003)
- "Depend on you" 2004)
- "Naturally WIPPENBERG REMIXES 1" (2004)
- "Naturally WIPPENBERG REMIXES 2" (2004)
- "appears" (2005)
- "UNITE!" (2005)
- "EDMA" (2014) (Дигитално издање)

## Филмографија
| Година | Наслов                           | Улога          | Напомена                                                  |
| ------ | -------------------------------- | -------------- | --------------------------------------------------------- |
| 1993   | Twins Teacher                    | Momo Tachibana |                                                           |
| 1993   | Battle Spirits Ryūko no Ken      | Yuri Sakazaki  | Позајмила глас                                            |
| 1995   | Sumomo mo Momo                   | Kuriko         |                                                           |
| 1995   | Miseinen                         | Hitomi Tabata  |                                                           |
| 1995   | Ladys Ladys!! Soucho Saigo no Hi | Misaki         |                                                           |
| 1995   | Like Grains of Sand              | Kasane Aihara  |                                                           |
| 1996   | Gakko II                         |                |                                                           |
| 2002   | Tsuki ni Shizumu                 | Minamo         | Ајумина песма „Voyage” је коришћена за овај филм.         |
| 2007   | Distance Love                    | Ayumi Hamasaki | Кратки филм базиран на њеним песмама „Glitter” и „Fated”. |

## Концерти

### Концертне турнеје
- Ayumi Hamasaki Concert Tour 2000 Vol.1 (2000)
- Ayumi Hamasaki Concert Tour 2000 Vol.2 (2000)
- Ayumi Hamasaki Dome Tour 2001 A (2001)
- Ayumi Hamasaki Arena Tour 2002 A (2002)
- Ayumi Hamasaki Stadium Tour 2002 A (2002)
- Limited Team Ayu Live Tour (2003)
- A museum ～30th single collection live～ (2003)
- Ayumi Hamasaki Arena Tour 2003–2004 A (2004)
- Ayumi Hamasaki Arena Tour 2005 A: My Story (2005)
- Ayumi Hamasaki Arena Tour 2006 A: (Miss)understood (2006)
- Ayumi Hamasaki Asia Tour 2007 A: Tour of Secret (2007)
- Ayumi Hamasaki Asia Tour 2008 A: 10th Anniversary (2008)
- Ayumi Hamasaki Arena Tour 2009 A: Next Level (2009)
- Ayumi Hamasaki Rock 'n' Roll Circus Tour Final: 7 Days Special (2010)
- Ayumi Hamasaki Power of Music 2011 A (2011)
- Ayumi Hamasaki Arena Tour 2012 A: Hotel Love Songs (2012)
- Ayumi Hamasaki Arena Tour 15th anniversary: A best live (2013)
- Ayumi Hamasaki PREMIUM SHOWCASE: Feel the love (2014)
- Ayumi Hamasaki Arena Tour 2015 Cirque De Minuit (2015)
- Team Ayu Limited Live Tour 2015 (2015)
- Ayumi Hamasaki Arena Tour 2016: Made in Japan (2016)
- Team Ayu Limited Live Tour 2016 (2016)
- Ayumi Hamasaki 『Just the beginning -20- TOUR 2017』 (2017/2018)
- Ayumi Hamasaki ARENA TOUR 2018 ～POWER of MUSIC 20th Anniversary～ (2018)
- Ayumi Hamasaki LIVE TOUR -TROUBLE- 2018-2019 A (2018/2019)
- Ayumi Hamasaki 21st anniversary -POWER of A^3- (2019)
- Ayumi Hamasaki TROUBLE TOUR 2019-2020 A -misunderstood- (2019/2020)

### Новогодишњи концерти
- Ayumi Hamasaki Countdown Live 2000–2001 A (2000–2001)
- Ayumi Hamasaki Countdown Live 2001–2002 A (2001–2002)
- Ayumi Hamasaki Countdown Live 2002–2003 A (2002–2003)
- Ayumi Hamasaki Countdown Live 2003–2004 A (2003–2004)
- Ayumi Hamasaki Countdown Live 2004–2005 A (2004–2005)
- Ayumi Hamasaki Countdown Live 2005–2006 A (2005–2006)
- Ayumi Hamasaki Countdown Live 2006–2007 A (2006–2007)
- Ayumi Hamasaki Countdown Live 2007–2008 Anniversary (2007–2008)
- Ayumi Hamasaki Premium Countdown Live 2008–2009 A (2008–2009)
- Ayumi Hamasaki Countdown Live 2009-2010 A: Future Classics (2009–2010)
- Ayumi Hamasaki Countdown Live 2010-2011 A: Do It Again (2010–2011)
- Ayumi Hamasaki Countdown Live 2011-2012 A: Hotel Love Songs (2011–2012)
- Ayumi Hamasaki Countdown Live 2012-2013 A: Wake Up (2012–2013)
- Ayumi Hamasaki Countdown Live 2013-2014 A (2013–2014)
- Ayumi Hamasaki Countdown Live 2014-2015 A: Cirque de Minuit (2014–2015)
- Ayumi Hamasaki Countdown Live 2015-2016 A: Made In Tokyo (2015–2016)
- Ayumi Hamasaki Countdown Live 2016-2017 A: Just the beginning -20- (2016–2017)
- Ayumi Hamasaki Countdown Live 2018-2019 A: Trouble (2018–2019)

### a-nation
- 2002
- 2003
- 2004
- 2005
- 2006
- 2007
- 2008
- 2009
- 2010
- 2011
- 2012
- 2013
- 2014
- 2015
- 2016
- 2017
- 2018

}-